# The Strong Man's Burden
The Strong Man's Burden er en amerikansk stumfilm fra 1913.

## Medvirkende
- Kate Bruce
- Harry Carey som Bob
- Lionel Barrymore som John
- William J. Butler
- Claire McDowell som Ida Glynn